# Martin Schulz (Eishockeyspieler)
Martin Schulz (geb. Anfang des 20. Jhs.; gest. zwischen 1939 und 1945) war ein deutscher Eishockeyspieler und zählt zu den Gründern des ersten Eissportvereines in Weißwasser. Er starb im Zweiten Weltkrieg.
Martin Schulz, der mit anderen Eishockey-Urgesteinen seit 1929 auf dem gefrorenen Braunsteich Eishockey spielte, sah 1932 im damaligen Kino von Weißwasser, dem „Gloriapalast“, einen Film über den Berliner Schlittschuhclub und dessen Star Gustav Jaenecke. Auf seine Initiative hin wurde am 15. Dezember 1932 im Keglerheim in der Wolfgangstraße der Verein Eissport Weißwasser gegründet.
Zu seiner Ehrung wurde im Jahr 2013 ein Verbindungsweg, der um die neu erbaute Eisarena führt, nach ihm benannt.
Am 28. November 2013 wurde ihm gemeinsam vom Verein Eissport Weißwasser e.V. und den Lausitzer Füchsen die Ehrenmitgliedschaft verliehen.